# Jindřich Lenhart
Jindřich Lenhart, křtěný Jindřich Jan (6. dubna 1880 Großjedlersdorf – 14. září 1955 Svatý Kopeček), byl český malíř–krajinář, autodidakt.

## Život
Narodil se na předměstí Vídně v Großjedlersdorfu v rodině zámečníka Kristiana Lenharta, který pracoval v té době na nádraží v Rabensburgu a jeho ženě Barboře roz. Kordové. Záhy se rodina přestěhovala do Nymburka, kde však jeho otec zemřel a ovdovělá Barbora Lenhartová se ocitla ve finanční nouzi. Od mládí rád a obstojně maloval, kopíroval staré mistry a záhy dostal první lekce krajinomalby od Mařákova žáka Václava Březiny, který tou dobou pobýval v Nymburce. V důsledku špatné finanční situace však výtvarnou školu studovat nezačal a vyučil se lakýrníkem a natěračem.
Po vyučení krátce pracoval ve Vídni a rovněž i v Praze, kde navštěvoval večerní malířské kurzy na Uměleckoprůmyslové škole. Malířské kurzy navštěvoval též během pobytů ve Vídni a Karlsruhe. Roku 1902 se oženil s Marií Chábovou s níž měl tři děti (syny Karla a Otakara a dceru Jindřišku (* 1907)). Záhy odešel do Velkého Týnce, kde namaloval divadelní dekorace pro tamní ochotnický spolek a po krátkém pobytu v Litovli si v květnu roku 1903 v Olomouci otevřel vlastní písmomalířskou a dekoratérskou dílnu. Kromě běžných zakázek maloval kulisy pro různé olomoucké spolky a divadla. Často vystavoval své obrazy a to zprvu pod pseudonymem „Jindřich Havlasa“ a později i pseudonymem „Eller“, jelikož jako samouk se obtížně prosazoval v oficiální výtvarné komunitě.
V srpnu roku 1915 byl odveden do 1. světové války coby důstojnický sluha na frontu do Haliče a severní Itálie. Měl zde kupodivu poměrně dost volného času, a tak se věnoval kresbě a malbě krajin. Během nasazení do bojů v Itálii utrpěl vážné zranění v obličeji, které jej poznamenalo po celý život. Na podzim roku 1918 se z války vrátil domů, do Olomouce a opět se zapojil do kulturního dění. Stal se členem nově založeného olomouckého Klubu přátel umění, ale v roce 1921 kvůli neshodám své členství ukončil.

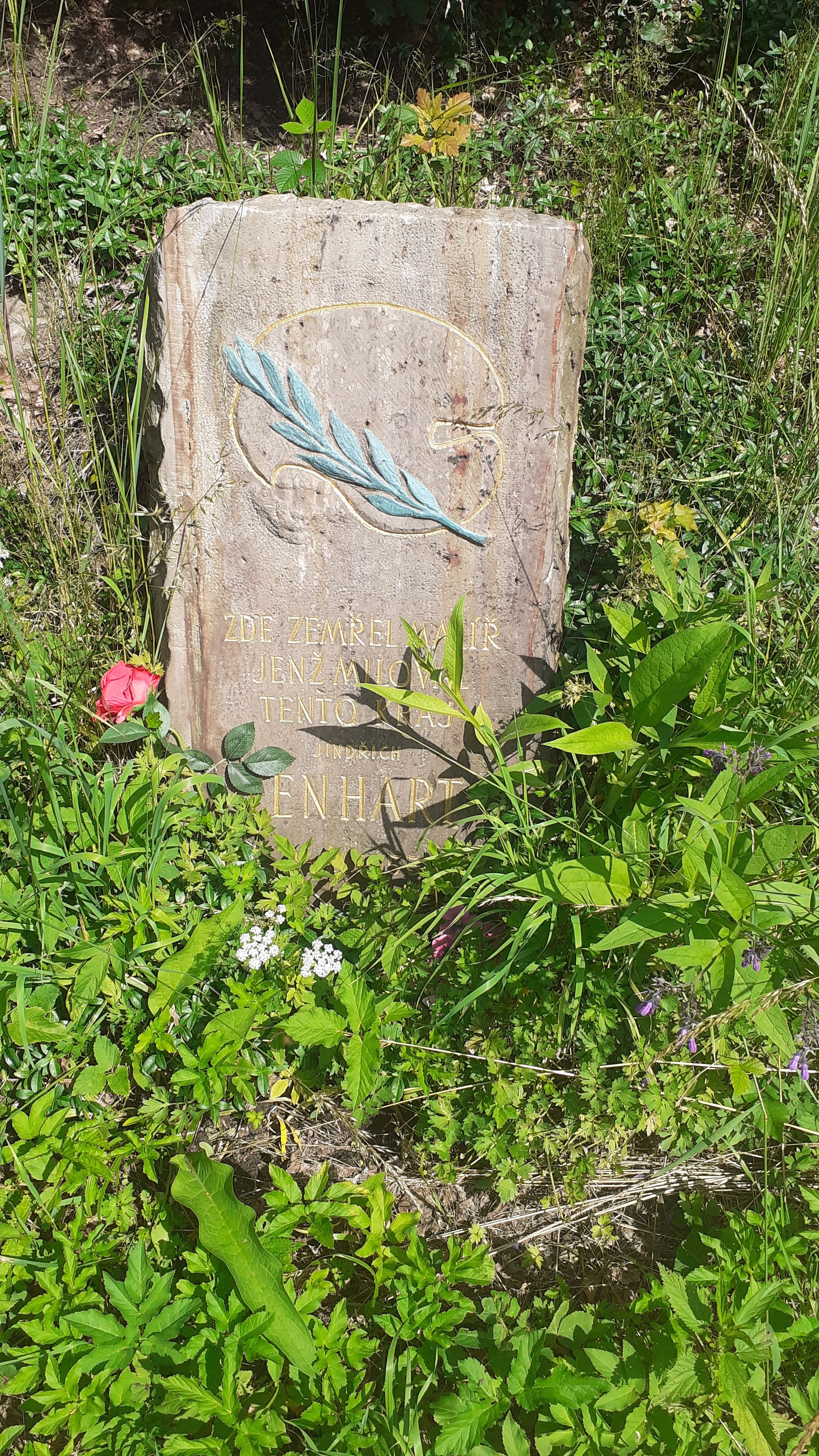
Pamětní deska na místě úmrtí Jindřicha Lenharta (autor Karel Lenhart)

Ve dvacátých letech vyučoval na pokračovací písmomalířské škole a ve spolupráci s odborným učitelem Eduardem Talafantem vydal roku 1927 učebnici pro malířská řemesla. V Olomouci se Jindřich Lenhart spřátelil s profesorem kreslení Karlem Wellnerem, s nímž chodil často malovat do přírody v okolí Olomouce a učil se od něj technice kresby a malby. V roce 1925 absolvoval patrně i se svým synem Karlem poznávací cestu do Paříže, na níž se seznámil s nejnovějšími malířskými směry a osobnostmi. Jeho cestu financoval olomoucký podnikatel Josef Ander, který si Lenhartovu tvorbu oblíbil. V roce 1927 byla Jindřichu Lenhartovi přidělena pražským Syndikátem výtvarníků umělecká kvalifikace, která jej opravňovala zúčastňoval se výstav malířů s akademickým vzděláním a obnovil i své členství v Klubu přátel umění. V říjnu 1936 byla v místnostech Klubu přátel umění uspořádána první Lenhartova souborná výstava, která se setkala s příznivým ohlasem.
V roce 1928, kdy mu bylo 48 let, předal svojí písmomalířskou dílnu svému synu Otakarovi a rozhodl se plně věnovat malířství. Od roku 1929 bydlel s rodinou v domě na Krameriově ulici ve čtvrti Letná, kde měl v podkroví malířské studio. V průběhu let vystřídal několik atelierů, od roku 1942 měl atelier v Mlčochově ulici nedaleko dómu sv. Václava. Později tam pracoval i jeho syn Karel. Za války pobýval Jindřich Lenhart často na své chatě v Lošově.
V roce 1950 dostal Jindřich Lenhart velkou zakázku od města Olomouce. Jeho obraz Pohled na Olomouc od Slavonína je zavěšen na radnici v Olomouci. 
Od padesátých let trpěl malíř vážnou srdeční chorobou, které nakonec podlehl v září roku 1955 při jednom ze svých častých výletů do lesů za Svatým Kopečkem u Olomouce. V místech jeho skonu se dnes nachází pamětní deska. Jeho popel je uložen v kolumbáriu Husova sboru v Olomouci.

## Dílo
V rané tvorbě se inspiroval u Mařákových žáků, především Václava Březiny a Aloise Kalvody. Pod jejich vlivem se Lenhart snažil zachytit jemné nuance světla a prchavé situace atmosférického dění jižní Moravy (Vesnice v krajině, Cesta do vesnice, Topoly). Během pobytu na frontě 1. světové války namaloval mnoho drobných kreseb pohlednicového formátu perem a tužkou (Stašov – Ruské Polsko, Klimontôw, Sandoměř, Polská kuchyně, Hřbitov u Sabawy, Dřevěný kostelík, Kostelík v Údine, Italská vila, Italská krajina, Italské vesničky), v roce 1918 i několik obrazů (Cordenons, Stromy v krajině, Hrad v Itálii).
Ve dvacátých letech se zaměřil na rozvoj své živnosti a malování se věnoval ve volném čase, během cest po české a moravské krajině. V jeho obrazech se začal objevovat expresivní, dynamický styl, zřejmě i vlivem cesty do Paříže, kdy se seznámil s díly Vincenta van Gogha, Paula Cézanna, Maurice Utrilla a dalších malířů. Z tohoto období se však dochovalo jen málo obrazů, např. Cesta do vesnice, Z noční ulice, Zvonička ve Viganticích. Na obrazech Břízky nebo Motiv z Kameniček je zase patrný vliv krajináře Antonína Slavíčka. Dobová kritika mu vyčítala malířský diletantismus, neucelenost, barevný zmatek a napodobování cizích vzorů.
Od roku 1928 se Jindřich Lenhart věnoval výhradně malířské tvorbě a počet namalovaných obrazů vzrostl. Zvýšila se i jejich kvalita, od impresionistického stylu přešel k expresivnější, dramatičtější tvorbě, malované v barevných skvrnách, pomocí kterých se snažil vyjádřit své vnitřní dojmy a pocity (Vesnice v zimě, Žňová krajina, Krajina s Troskami, Studie skály). Na začátku třicátých let navázal užší kontakt s pražskou malířskou komunitou, což se projevilo ve výběru námětů zaměřených na pražská zákoutí a scenérie (Odkolkův mlýn, Ulice, Továrna, Zima na předměstí, Na Vltavě, Přívoz v Tróji). V těchto obrazech se silně inspiroval tvorbou Oskara Kokoschky. Zjednodušenou barevností a energickými podélnými tahy štětce se vyznačují obrazy z Olomouce a jejího okolí (Olomoucká pevnůstka, Zima na venkově, Větrný mlýn v Krčmani, Stará Olomouc). Zároveň však vznikaly obrazy s výraznou barevností a využitím černé obrysové linky připomínající styl Maurice Vlamincka (Předměstské domky, Zimní podvečer, Vesnice, Lazce, Amerika v Radlicích a Městské zákoutí). Z konce třicátých let pochází řada kreseb z okolí řeky Vltavy a Sázavy, kam Lenhart jezdil se svým přítelem malířem Karlem Gabrielem (Štěchovické proudy, Mlýn u Jílového, Na řece a další). Lenhartova tvorba v tomto období byla rozmanitá, hledal a experimentoval, měnil rukopisnou strukturu obrazů i barevnost, i když pro mnoho kompozic jsou typické expresivní a dynamické tahy štětce. Postupně získával jistotu i v používání barev, kterými dokázal přesně vystihnout atmosféru venkovské a říční krajiny, městských a vesnických zákoutí i pohoří Vysokých Tater. Našel svůj vlastní způsob vyjádření, což po první samostatné výstavě v roce 1936 konstatovala i kritika v tisku.
Ve válečném období (1939–1945) Lenhart omezil cestování a zdržoval se často na své chatě v Lošově. Obrazy z toho období jsou malovány jemnými barvami s převažujícím růžovým odstínem (Zahradnictví, Zima v Lošově, U Zedníků v Lošově, V Chalupách v Lošově). Namaloval mnoho kytic (Polní kvítí, Pivoňky a další) a z roku 1942 pochází i jedno z mála zátiší (Zátiší s melouny). V letech 1944–1948 vzniklo několik drobných podlouhlých obrázků, malovaných svěžími barvami, na nichž jsou zachyceny městské periferie (Dům na předměstí, Most u Hradiska, Orelský stadion, Mlácení, Ostravská periferie, Domky).
Ve druhé polovině čtyřicátých let byla Lenhartovi častým motivem Ostrava a její okolí (Halda v Přívoze, Ostrava k Vítkovicím, Pohled z haldy II., Ostrava, Důl Hlubina, Koksovna). Zároveň vznikaly i pohledy na Olomouc a její okolí (Procesí u Svatého Mořice v Olomouci, Olomoucký dóm, Trh na Žerotínově náměstí) a motivy ze staré Olomouce. Na začátku padesátých let se v jeho tvorbě objevují často Vysoké Tatry, kam rád jezdil už před válkou. V posledních letech života namaloval obrazy z okolí Bzence (Bzenecké vinohrady, Bzenec, Krajina s kopcem). Vytvořil také mnoho kreseb ve stylu barbizonské školy (Chlapec s flétnou, Ženy u stromu, Návrat Petrovice, Ve vrbách nebo U Moravy).

## Členství ve spolcích
- 1918–1921 Klub přátel umění v Olomouci
- 1923–1929 Sdružení výtvarných umělců severočeských (SVUS)
- 1927–1937 Klub přátel umění v Olomouci
- 1929–1945 Sdružení výtvarníků v Praze
- 1937–1945 Skupina olomouckých výtvarníků
- 1945–1948 Skupina moravských výtvarníků
- 1945–Sdružení výtvarníků Purkyně

## Zastoupení ve sbírkách
- Galerie moderního umění v Roudnici nad Labem
- Galerie výtvarného umění v Ostravě
- Krajská galerie výtvarného umění ve Zlíně
- Moravská galerie v Brně
- Muzeum umění Olomouc
- Národní galerie Praha
- Galerie hlavního města Prahy[10]

## Výstavy

### Autorské
- 1936 – Soubor Jindřicha Lenharta, Klub přátel umění v Olomouci, výstavní síň, Olomouc
- 1942 – Jindřich Lenhart, Topičův salon, Praha
  - Jindřich Lenhart: Lošov v zimě, Klub přátel umění v Olomouci, výstavní síň, Olomouc
- 1943 – Jindřich Lenhart, Galerie Sdružení výtvarníků v Praze, Praha
  - Jindřich Lenhart: Souborná výstava, Klub přátel umění v Olomouci, výstavní síň, Olomouc
- 1958 – Periferie v díle Jindřicha Lenharta, Slovácké muzeum, Uherské Hradiště
  - Periferie Jindřicha Lenharta, Okresní vlastivědné muzeum, Přerov
  - Periferie Jindřicha Lenharta, Univerzita Palackého, Olomouc
- 1971 – Jindřich Lenhart, Dům umění, Olomouc
- 1975 – Jindřich Lenhart: Obrazy, Divadlo hudby (Galerie Titanic), Olomouc
- 1980 – Jindřich Lenhart 1880–1955: Vysoké tatry, Banská Bystrica, Banská Bystrica
  - Jindřich Lenhart: Výběr z malířského díla k 100. výročí narození, Krajské vlastivědné muzeum, Olomouc
- 1983 – Jindřich Lenhart: Vysoké Tatry, Vlastivědné muzeum, Olomouc

### Kolektivní (výběr)
- 1934 – Padesátá jubilejní členská výstava Sdružení výtvarníků v Praze 1924–1934, Obecní dům – výstavní sály, Praha
  - Vánoční výstava olomouckých výtvarníků, Klub přátel umění v Olomouci, výstavní síň, Olomouc
- 1935 – 52. členská výstava Sdružení výtvarníků v Praze, Obecní dům – výstavní sály, Praha
  - Vánoční výstava KPU, Klub přátel umění v Olomouci, výstavní síň, Olomouc
- 1936 – 54. členská výstava Sdružení výtvarníků v Praze, Obecní dům – výstavní sály, Praha
- 1937 – LIX. členská výstava Sdružení výtvarníků v Praze, Obecní dům – výstavní sály, Praha
  - Výstava Skupiny olomouckých výtvarníků a hostů, Klub přátel umění v Olomouci, výstavní síň, Olomouc
  - Vánoční výstava výtvarníků KPU, Klub přátel umění v Olomouci, výstavní síň, Olomouc
- 1938 – LXII. členská výstava Sdružení výtvarníků v Praze, Obecní dům – výstavní sály, Praha
  - Výstava Sdružení výtvarníků v Praze, Moravská Ostrava, Moravská Ostrava, Ostrava
  - Členská výstava skupiny Olomouckých výtvarníků, Klub přátel umění v Olomouci, výstavní síň, Olomouc
  - III. Zlínský salon, Studijní ústav, Zlín
- 1939 – Výstava Sdružení výtvarníků v Praze, kresby a akvarely, Galerie Sdružení výtvarníků v Praze, Praha
- 1940 – Národ svým výtvarným umělcům, Klub přátel umění v Olomouci, výstavní síň, Olomouc
- 1943 – Umělci národu 1943, Praha, Praha
  - Umělci národu, Klub přátel umění v Olomouci, výstavní síň, Olomouc
  - Přehlídka 99ti, Topičův salon (1937–1949), Praha
  - Výstava letního souboru několika členů SOV / Sommerausstellung von einigen Mitgliedern von SOV, Výstavní síň Skupiny olomouckých výtvarníků (SOV), Praha
- 1946 – Český národ Rudé armádě
- 1947 – Pintores tchecoslovacos, Ministério da Educação e Saúde, Rio de Janeiro
- 1948 – Svět práce v umění, Dům umění města Brna, Brno
- 1949 – Československý lid a jeho kraj v životě, práci a zápasu, Gottwaldov, Gottwaldov (Zlín)
  - Československý lid a jeho kraj v životě, práci a zápasu, Jízdárna Pražského hradu, Praha
- 1949/1950 – Pracující člověk ve výtvarném umění všech dob, Dům umění, Olomouc
- 1950 – Výtvarní umělci olomouckého kraje v boji za mír a socialismus, Dům umění, Olomouc
- 1953 – Členská výstava Krajského střediska Svazu československých výtvarných umělců v Olomouci – 1951, Dům umění, Olomouc
- 1955 – V. Členská výstava obrazů, soch, grafiky a užitého umění, Dům umění, Olomouc
- 1956 – Souborná výstava obrazů Jindřicha Lenharta a soubor platik Karla Lenharta, Dům umění, Olomouc
- 1957 – Jindřich a Karel Lenhartovi, Ostrava (Ostrava-město), Ostrava
  - Jindřich a Karel Lenhartovi, Prostějov
- 1959 – České moderní malířství, Dům umění, Zlín
- 1960 – 15 let výtvarného umění v Olomouckém kraji, Dům umění, Olomouc

## Galerie

Kytice pivoněk (olej na kartonu)
Zimní periferie (olej na plátně, kašírovaném na sololitu) 30. až 40. léta 20. století
U Olomouce (olej na plátně)
Na pouti (olej, papír na překližce)
Z Povltaví (olej na kartonu adjustovaném na sololitu)  1943
Olomouc Lazce (olej na kartonu)
Zimní krajina s altánem (olej na plátně)